# Babesia
Babesia é um gênero de protozoários transmitidos por carrapatos que parasitam vários animais, entre eles equinos, bovinos, canídeos, felinos e também humanos e outros primatas. Infectam as hemácias na forma de merozoítos. As espécies que mais infectam humanos são: B. microti (usa roedores como reservatório), B. divergens (usa bovinos como reservatório) e B. duncani (usa cachorros como reservatório).

## Transmissão
Em bovinos, as espécies B. bovis (pequena babesia) e B. bigemina (grande babesia) são transmitidas por ninfas e larvas, respectivamente, de carrapatos da espécie Boophilus microplus. Em equinos, as espécies B. equi (pequena babesia) e B. caballi (grande babesia) são transmitidas por ninfas e larvas de carrapatos do gênero Anocentor Nitens  e/ou da espécie Amblyomma cajennense. Em cães, a B. canis é transmitida por carrapatos da espécie Rhipicephalus sanguineus. Em gatos, a B.felis e B.cati é transmitida por carrapatos Rhipicephalus. Em todos os casos, a transmissão é do tipo transovariana.

## Ciclo biológico

Ciclo da babesia

Carrapato - hospedeiro invertebrado: Os gametócitos são ingeridos juntamente com o sangue do animal infectado durante a alimentação. No trato gastrointestinal do carrapato, o gameta masculino fecunda o feminino, dando origem a um zigoto móvel, capaz de migrar para a corrente circulatória, se desenvolvendo em oocineto, e, no caso da fêmea, penetrar nos ovários e oócitos formados. No desenvolvimento desses oócitos em novos carrapatos, o parasita acaba por se desenvolver em células que darão origem às glândulas salivares. As ninfas nascerão já infectadas. O oocineto dá origem a esporozoítos que são liberados no hospedeiro vertebrado juntamente com a saliva no ato da picada.
Hospedeiros vertebrados: Os esporozoítos entram na corrente circulatória e penetram nas hemácias e se multiplicam dentro delas. Durante seu desenvolvimento, a hemácia acaba por se distender e rebentar, liberando merozoítos. Surge então um círculo vicioso a partir do momento que esses merozoítos são capazes também de penetrar na hemácia, se desenvolverem e a lisarem sem a necessidade de voltarem ao hospedeiro invertebrado. Alguns merozoítos podem se desenvolver em gametócitos masculinos e femininos dentro da hemácia e serem ingeridos pelo carrapato.

## Patologia
Muitas pessoas e animais com babesiose não apresentam sinais visíveis da doença. Algumas pessoas, geralmente com o sistema imune deprimido, desenvolvem sintomas de gripe inespecíficos como: febre, calafrios, sudorese, dor de cabeça, dores no corpo, perda de apetite, náuseas ou fadiga. Porém, pode complicar causando anemia hemolítica, icterícia(pele e olhos amarelos), hipotensão, coagulação intravascular disseminada (CID), trombocitopenia, insuficiência renal, pulmonar e hepática e pode ser fatal.

## Epidemiologia
É encontrado em todos os continentes, mas é mais comum em áreas rurais. A Babesia bovina (que infecta humanos) pode ser encontrada em Brasil, Argentina, México, Mediterrâneo (incluindo Portugal), China e Austrália. 